# Електролит
У хемији, електролит је супстанца која садржи слободне јоне који је чине електричним проводником. Електролит се разлаже на јоне када је растопљен или растворен у растварачу.
Са техничке стране гледишта, електролит је назив за сваку супстанцу која је способна да врши јонски пренос струје. Електролити у овом другом смислу се често деле на течне и чврсте. Електролити у првом смислу се увек могу убројити у електролите у другом, док електролити у другом значењу нису увек и у првом .

## Примери електролита
Примери електролита у првом смислу су нпр: водени раствори соли, киселина и база, као и њихови растопи. Ови електролити се деле на слабе и јаке, у зависности од степена дисоцијације:
- јаки електролити, потпуно дисосују на јоне: хидроксиди литијума и натријума, киселине, нпр. , , , , , , као и већина неорганских соли које се растварају у води (у изузетке спадају нпр. неке соли живе- Hg(CN)2, .
- слаби електролити: само делимично дисосују на јоне - .

## Откриће
У својој дисертацији из 1884, Сванте Аренијус је изнео своје објашњење чврстих кристалних соли које се распадају на упарене наелектрисане честице, за шта је добио Нобелову награду за хемију 1903. Аррхениусово објашњење је било да се приликом формирања раствора со дисоцира на наелектрисане честице, чему је Мајкл Фарадеј (1791-1867) много година раније дао име „јони”. Фарадеј је сматрао да се јони производе у процесу електролизе. Аренијус је предложио да, чак и у одсуству електричне струје, раствори соли садрже јоне. Он је стога предложио да су хемијске реакције у раствору реакције између јона.

## Формирање
Раствори електролита се нормално формирају када се со стави у растварач, као што је вода, и појединачне компоненте се дисоцирају због термодинамичких интеракција између молекула растварача и растворене супстанце, у процесу који се назива „растварање”. На пример, када се кухињска со (натријум хлорид), NaCl, стави у воду, со (чврста супстанца) се раствара у своје компоненте јоне, у складу са реакцијом дисоцијације
Такође је могуће да супстанце реагују са водом, производећи јоне. На пример, гас угљен-диоксид се раствара у води да би се добио раствор који садржи јоне хидронијума, карбоната и хидрогенкарбоната.
Растопљене соли такође могу бити електролити јер, на пример, када се натријум хлорид топи, течност проводи електричну струју. Посебно, јонске течности, које су растопљене соли са талиштем топљења испод 100 °, су врста високо проводљивих неводених електролита и стога су пронашле све већу примену у горивим ћелијама и батеријама.
Електролит у раствору може се описати као „концентрован” ако има високу концентрацију јона или „разблажен” ако има ниску концентрацију. Ако велики део растворене супстанце дисоцира да би формирао слободне јоне, електролит је јак; ако већина растворене супстанце не дисоцира, електролит је слаб. Својства електролита могу се електролизом искористити за издвајање саставних елемената и једињења садржаних у раствору.
Земноалкални метали формирају хидроксиде који су јаки електролити са ограниченом растворљивошћу у води, због снажне привлачности између саставних јона. Ово ограничава њихову примену у ситуацијама у којима је потребна висока растворљивост.
Године 2021. истраживачи су открили да електролит може „значајно олакшати студије електрохемијске корозије у мање проводљивим медијима”.

## Физиолошки значај
У физиологији, примарни јони електролита су натријум (Na+), калијум (K+), калцијум (Ca2+), магнезијум (Mg2+), хлорид (Cl−), хидрогенфосфат (HPO42−−) и хидрогенкарбонат (HCO3−). Симболи електричног набоја плус (+) и минус (-) указују на то да је супстанца јонске природе и да има неуравнотежену расподелу електрона, резултат хемијске дисоцијације. Натријум је главни електролит који се налази у ванћелијској течности, а калијум је главни унутарћелијски електролит; оба су укључена у равнотежу течности и контролу крвног притиска.
Сви познати вишећелијски облици живота захтевају суптилну и сложену равнотежу електролита између унутарћелијског и ванћелијског окружења. Посебно је важно одржавање прецизних осмотских градијената електролита. Такви градијенти утичу и регулишу хидратацију тела, као и pH крви, и критични су за функцију живаца и мишића. Код живих врста постоје различити механизми који држе концентрације различитих електролита под строгом контролом.

### Рехидрација
У оралној рехидрационој терапији, електролитски напици који садрже соли натријума и калијума надокнађују телесну концентрацију воде и електролита након дехидрације изазване вежбањем, прекомерном конзумацијом алкохола, дијафорезом (обилно знојење), дијарејом, повраћањем, интоксикацијом или гладовањем. Спортисти који вежбају у екстремним условима (три или више сати непрекидно, на пример маратон или триатлон) који не конзумирају електролите ризикују дехидрацију (или хипонатремију).
Домаће пиће од електролита може се направити употребом воде, шећера и соли у прецизним пропорцијама. Важно је укључити глукозу (шећер) да би се искористио механизам котранспорта натријума и глукозе. Доступни су и комерцијални препарати за хуману и ветеринарску употребу.

## Чврсти електролити
Чврсти електролити се углавном могу поделити у четири групе:
- Гелни електролити - веома подсећају на течне електролите. У суштини, то су течности у флексибилном решеткастом оквиру. Често се примењују различити адитиви за повећање проводљивости таквих система.[17]
- Суви полимерни електролити - разликују се од течних и гел електролита у смислу да се со раствара директно у чврстом медијуму. Обично је то полимер са високом диелектричном константом (PEO, PMMA, PAN, полифосфазени, силоксани итд) и со са ниском енергијом решетке. Да би се повећала механичка чврстоћа и проводљивост таквих електролита, врло често се користе композити и уводи инертна керамичка фаза. Постоје две велике класе таквих електролита: полимер-у-керамици и керамика-у-полимеру.[18][19][20]
- Чврсти керамички електролити - јони мигрирају кроз керамичку фазу помоћу празнина или међупростора унутар решетке. Постоје и стаклокерамички електролити.
- Органски јонски пластични кристали - су органске соли типа мезофаза (тј. стање материје које се налази између течности и чврстог материјала), у којима су мобилни јони оријентационо или ротационо неуређени, док су њихови центри лоцирани на уређеним местима у кристалној структури.[21] Они имају различите облике поремећаја због једног или више фазних прелаза чврста-чврста материја испод тачке топљења и стога имају пластична својства и добру механичку флексибилност, као и побољшани међуфазни контакт електроде и електролита. Конкретно, протонски органски јонски пластични кристали (POIPCs),[21] који су чврсте протичне органске соли настале преносом протона са Бренстедове киселине на Бренстедову базу и у суштини су протонске јонске течности у растопљеном стању, обећавајући су полупроводнички протонски проводници за горивне ћелије. Примери укључују 1,2,4-триазолијум перфлуоробутансулфонат[21] и имидазолијум метансулфонат.[22]